# Perro de pastor garafiano
Perro de pastor garafiano är en hundras från ön La Palma i den spanska regionen Kanarieöarna utanför Nordafrika. Den är en vallande herdehund som är namngiven efter orten Garafía i vars omgivningar den funnits i relativ isolering. Rasen är inte erkänd av Fédération Cynologique Internationale (FCI) men är nationellt erkänd av den spanska kennelklubben Real Sociedad Canina en España (RSCE).